# Chora hemichlora
Chora hemichlora är en fjärilsart som beskrevs av Joannis 1911. Chora hemichlora ingår i släktet Chora och familjen trågspinnare. Inga underarter finns listade i Catalogue of Life.